# فوزي جمال
فوزي جمال (23 أكتوبر 1966 الإسماعيلية مصر - ) هو لاعب كرة قدم مصري يلعب كمدافع، شارك في كأس الأمم الأفريقية لكرة القدم 1996.

## روابط خارجية
- فوزي جمال على موقع الاتحاد الدولي (مؤرشف)  (الإنجليزية)
- فوزي جمال على موقع قاعدة بيانات كرة القدم.إي يو (الإنجليزية)
- فوزي جمال على موقع ناشيونال فوتبول تيمز (الإنجليزية)